# Emmanuel Magnien
Pour les articles homonymes, voir Magnien (homonymie).
Emmanuel Magnien, né le 7 mai 1971 à Sedan, est un coureur cycliste français.
Professionnel de 1993 à 2003, il a notamment remporté le Tour de l'Avenir en 1995, le Tour méditerranéen en 1997, le Grand Prix d'ouverture La Marseillaise en 2000 et Paris-Bruxelles en 2001. En 1998, il termine deuxième de Milan-San Remo et septième de la Coupe du monde.

## Biographie
Durant sa dernière année dans les rangs amateurs, Emmanuel Magnien participe à la course en ligne des Jeux olympiques de 1992 à Barcelone. Il intègre l'équipe professionnelle Castorama en tant que stagiaire en fin de saison, puis y devient professionnel en 1993. Il y remporte ses premiers succès, dont le Tour de l'Ain (1993), le Tour de l'Avenir (1995), et des étapes du Critérium du Dauphiné libéré et des Quatre Jours de Dunkerque (1994).
En 1996, il est recruté par l'équipe Festina. Il participe au Tour de France 1996, où il connaît son troisième abandon en trois participations. Festina remporte le classement par équipes. En 1997, il remporte le Tour méditerranéen après avoir gagné le contre-la-montre par équipes avec ses coéquipiers.
Emmanuel Magnien rejoint La Française des jeux en 1998. Il effectue cette année-là sa meilleure saison. Outre ses victoires à la Coppa Sabatini, la Polymultipliée de l'Hautil et la première étape du Critérium International, il se classe deuxième de Milan-San Remo, battu au sprint par Erik Zabel, et quatrième du Tour des Flandres. Il est également 21e de Paris-Roubaix, 17e de Liège-Bastogne-Liège et 20e de l'Amstel Gold Race, ce qui lui permet de se classer 8e de la Coupe du monde. Il obtient d'autres places d'honneurs aux Trois Jours de La Panne (second), au Tour du Haut-Var, à Kuurne-Bruxelles-Kuurne (troisième), à Paris-Bruxelles, à Milan-Turin (quatrième) et au Critérium international (sixième). Ces résultats lui permettent d'être sélectionné pour la course en ligne des championnats du monde à Valkenburg, où il finit douzième. Il termine la saison à la 21e place du classement UCI.
En juillet 1998, il est interrogé par la police judiciaire à Lille dans le cadre de l'affaire Festina. Il y reconnaît l'existence d'un système de dopage organisé au sein de l'équipe Festina dont il était membre, et met en cause le soigneur belge de l'équipe La Française des Jeux, Jef d'Hont.
En 1999, il est victime d'une lourde chute sur le Tour d'Allemagne, dû à une barrière projetée par des rafales de vent sur la route.
Lors du Tour de France 2000, il est contrôlé positif aux corticoides. Il explique avoir reçu avant le départ du Tour une injection intramusculaire de Kénacort par le Docteur Gérard Guillaume, médecin fédéral et de son équipe, afin de soigner une allergie au pollen. En août, la formation disciplinaire de la Ligue du cyclisme professionnel français le suspend pour 6 mois avec sursis
,. Sur appel de l'Union cycliste internationale, le Tribunal arbitral du sport fixe la suspension à six mois dont trois fermes. Cette sanction l'empêche de participer aux Jeux olympiques de Sydney, pour lesquels il avait été sélectionné.
En 2002, il intègre l'équipe Bonjour, qui devient Brioches La Boulangère en 2003. Il y tient un rôle de capitaine de route, entourés de jeunes coureurs, mais n'obtient pas de résultats personnels à la hauteur de ceux obtenus durant les années précédentes. Il signe un dernier succès lors de la deuxième étape du Tour méditerranéen 2003, gagnée au sprint devant Filippo Pozzato et Fabio Sacchi.
Il met un terme à sa carrière sur route à la fin de l'année 2003. Il dispute la saison de cyclo-cross 2003-2004, et achève définitivement sa carrière après le championnat du monde à Pont-Château, confiant sa lassitude du cyclisme au haut niveau,.

## Palmarès sur route

### Palmarès amateur
- 1991
  - Grand Prix de Tourteron

- 1992
  - Grand Prix des Carreleurs
  - Circuit du Printemps nivernais
  - Paris-Épernay
  - Une étape du Tour du Gévaudan

### Palmarès professionnel
| - 1993 - 3e étape du Tour du Vaucluse - Tour de l'Ain : - Classement général - 1re étape - Prologue du Tour de l'Avenir - 1994 - 5e étape des Quatre Jours de Dunkerque - 1re et 3e étapes du Tour de l'Oise - Tour d'Armorique : - Classement général - 1re et 2e étapes - 2e et 4e étapes du Critérium du Dauphiné libéré - 3e du Grand Prix de Francfort - 3e du Tour de l'Oise - 1995 - 5e et 6e étapes du Tour du Poitou-Charentes - 3e étape de la Mi-août bretonne - Tour de l'Avenir : - Classement général - Prologue, 2e, 9e et 11e étapes - Duo normand (avec Stéphane Pétilleau) - 2e du Trophée des grimpeurs - 2e du Tour de Luxembourg - 2e du Trio normand - 1996 - 4e étape du Tour d'Aragon - 3e du Grand Prix de Denain - 7e de l'Amstel Gold Race | - 1997 - 4e étape de l'Étoile de Bessèges - Tour méditerranéen : - Classement général - 2eb étape (contre-la-montre par équipes) - Prix des Moissons - 1998 - 1re étape du Critérium international - Coppa Sabatini - Polymultipliée de l'Hautil - 2e de Milan-San Remo - 2e des Trois Jours de La Panne - 3e du Tour du Haut-Var - 3e de Kuurne-Bruxelles-Kuurne - 4e du Tour des Flandres - 8e de la Coupe du monde - 2000 - Grand Prix d'ouverture La Marseillaise - 2001 - Paris-Bruxelles - 2003 - 2e étape du Tour méditerranéen - 2e du Grand Prix de Villers-Cotterêts |  |

## Résultats sur les grands tours

### Tour de France
7 participations
- 1994 : abandon (16e étape)
- 1995 : abandon (9e étape)
- 1996 : abandon (12e étape)
- 1998 : abandon (10e étape)
- 2000 : 98e
- 2001 : 113e
- 2002 : 96e

### Tour d'Italie
2 participations
- 1993 : 119e
- 1995 : abandon

## Palmarès en cyclo-cross
| - 1987-1988 - Champion de France de cyclo-cross juniors - 1988-1989 - Champion de France de cyclo-cross juniors - Médaillé d'argent du championnats du monde de cyclo-cross juniors - 1990-1991 - Champion de France de cyclo-cross espoirs - Cyclo-cross de Lanarvily - 1991-1992 - 3e du championnat de France de cyclo-cross - 4e du championnat du monde de cyclo-cross amateurs - 1992-1993 - 2e du championnat de France de cyclo-cross - 1993-1994 - Cyclo-cross de Dijon - Grand Prix Adrie van der Poel, Hoogerheide - 1994-1995 - Vainqueur du Challenge la France cycliste - 3e du championnat de France de cyclo-cross - 10e du championnat du monde de cyclo-cross | - 1995-1996 - Champion de France de cyclo-cross - 6e du championnat du monde de cyclo-cross - 1997-1998 - Cyclo-cross de Lutterbach - 3e du championnat de France de cyclo-cross - 6e du championnat du monde de cyclo-cross - 1998-1999 - 2e du championnat de France de cyclo-cross - 2001-2002 - Champion d'Île-de-France de cyclo-cross - Cyclo-cross de Contres (avec Cyril Lemoine) - Cyclo-cross d'Aixe-sur-Vienne - Cyclo-cross de Tours-Île Aucard (avec Cyril Lemoine) - Cyclocross de Camors - 2003-2004 - Cyclo-cross de Sablé-sur-Sarthe |